# Mercedes-Benz Classe A
El Mercedes-Benz Clase A és un automòbil que està en producció des de l'any 1997. Tot els models d'aquesta classe són de tracció davantera i estan equipats amb un motor de quatre cilindres en línia. El Classe A té el motor situat a la part davantera transversal, aquest fet no el trobem en cap altre model de l'empresa Mercedes. Les seves dues generacions eren considerades com a mono-volums del segment B però les seves reduïdes mides el converteixen en un cotxe similar a l'Audi A2, el Volkswagen Escarabat o el Mini. La tercera generació del Classe A va adoptar un estil de "hatchback" de cinc portes. Això fa que aquest model competeixi avui amb models com el BMW Sèrie 1 i l'Audi A3.

## Primera generació (1997-2005)
La primera generació del Mercedes-Benz Classe A (W168) va ser presentada la tardor de 1997 al Saló de l'Automòbil de Frankfurt, Alemanya. Va ser una gran novetat, ja que l'empresa Mercedes mai havia dissenyat un cotxe "petit" i amb tracció davantera. Una gran innovació que presentava aquesta primera generació era un sistema anomenat "Sandwich" que consistia a repartir l'energia de xoc d'una manera molt més efectiva. Si el Classe A patia un fort impacte, el motor i la transmissió eren impulsats cap a terra, d'aquesta manera no entraven dins l'habitacle on hi ha el conductor.
El W168 va rebre dures crítiques l'any 1997, quan va suspendre un prova d'estabilitat coneguda com el "moose test" duta a terme per la revista sueca Teknikens Värid. Mercedes va parar la producció del Classe A i va retirar tots els models A del mercat per evitar així possibles accidents. Es van retirar unes 2,600 unitats i Mercedes-Benz va trigar tres mesos a solucionar el problema. Es va canviar tot el sistema d'estabilitat per un d'electrònic i es va modificar la suspensió. La companyia es va gastar 175 milions de dòlars en desenvolupar les noves millores i uns altres 25 milions per instal·lar-les.
Entre el 1997 i el 2004 es van vendre un total de 1.1 milions d'unitats del Classe A. L'any 2001 es va modificar l'aspecte del cotxe donant pas a la segona generació.
El Classe A de la primera generació equipava motors gasolina d'1,4 litres (82 CV), 1,6 litres (102 CV), 1,9 litres (125 CV) i un últim de 2,1 litres amb un turbo-compressor de 140 cavalls. La gamma de motors dièsel, hi havia un únic motor d'1,7 litres amb turbo-compressor, injecció directa common-rail i quatre vàlvules per cilindre amb variants de 60, 75, 90 i 95 cavalls.

## Segona generació
La segona generació, anomenada W169, era molt més rígida i molt més avançada pel que fa a la tecnologia. Disposava d'un gran nombre de coixins de seguretat adaptats que operaven segons la potència del xoc. Es va eliminar la variant curta i se'n va afegir una de tres portes, de diferent disseny a la part posterior però de mides idèntiques a la versió de cinc portes. Incloïa uns cinturons de seguretat molt avançats que s'adaptaven automàticament segons la intensitat de la col·lisió i un reposa-caps que protegien el coll en cas d'impacte, especialment en col·lisions per darrere.
Aquest Classe A disposava de set motors diferents, tots ells de quatre cilindres en línia. Quatre eren de gasolina: A 150 (95 CV), A 170 (116 CV), A 200 (136 CV), A 200 Turbo (193 CV). Les tres variants de motor dièsel eren totes de dos litres amb injecció directa common-rail i quatre vàlvules per cilindre, dos d'aquests motors equipaven turbo-compressors de geometria fixa (82 o 109 CV) i l'últim equipava un turbo-compressor de geometria variable (140 CV). Disposava d'una caixa de canvis manual de cinc o sis velocitats. Totes les variants complien amb les normatives europees d'emissions de gasos però els motors dièsels disposaven d'un filtre opcional que reduïa les un 99% de les emissions. Gaudia també de molts avenços tecnològics com per exemple: el sistema de tracció de Mercedes (ASR), control d'estabilitat electrònic, frens anti-blocatge (ABS) o un avançat dispositiu anomenat "Selective Damping System" que adaptava automàticament la suspensió segons el terreny on es trobava.

### Mercedes-Benz A-Class “F-Cell” 2004
Aquest model és una versió del Classe A de cinc portes, propulsada per hidrogen i un motor elèctric. Tres d'aquests models van ser usats al Saló de l'Automòbil de Frankfurt i uns mesos més tard l'empresa "Deutsche Telekom" en va comprar quatre.

### Versió del 2008
L'any 2008, el Classe A va ser redissenyat i les versions A 150 i A 170, incloïen el sistema "start-stop". Una de les millores més destacades era el sistema "Active Park Asist" que proporcionava al Classe A l'opció d'aparcar tot sol.

### Classe A Special Edition 2009
Va ser una edició especial de només 5500 unitats. Incloïa el paquet "BlueEfficiency" i alguns altres detalls com: llandes d'alumini de 16", uns pneumàtics més grans i un perfil més baix que li aportaven una imatge més agressiva. Disposava de reproductor de CD, Bluetooth per al sistema de mans lliures, sensors de pluja, uns seients més confortables i un ampli ventall d'acabats interiors en diferents colors.

### Classe A E-CELL 2010
El model E-CELL de 2010 va ser introduït al setembre d'aquell mateix any i va debutar a l'octubre al Saló de l'Automòbil de París. Disposava d'un motor elèctric que li permetia accelerar de 0 a 60 km/h en 5.5 segons mentre que la seva velocitat punta era de 150 km/h. Aquest model de prova va donar llum a 500 unitats dedicades exclusivament a la investigació de futurs models ecològics.Alguns d'ells van ser venuts a particulars europeus i Daimler va anunciar que no tenia previst exportar-lo.

### A 180 Final Edition 2012
El 180 Final Edition va ser una edició limitada de tan sols 300 unitats. Fabricada exclusivament per al mercat japonès, tenia una carrosseria de cinc portes i incorporava el volant a la dreta. Gaudia d'un interior atractiu i esportiu amb incrustacions d'alumini, llandes de 17" i una reixa frontal cromada. Destacava pels seus fars de xenó i pel seu tapissat de cuir a més dels sensors de pluja i d'altres avenços tecnològics.

## Tercera generació
La tercera generació del Classe A estava basada en un prototip dissenyat per Mercedes-Benz, aquesta nova generació va ser presentat al Saló de l'Automòbil de Ginebra del 2012 i també al de París uns mesos més tard.

### Disseny
La tercera generació del Classe A va ser dissenyada per competir amb alguns models de marques rivals de Mercedes-Benz com el BMW Sèrie 1 o l'Audi A3. Va ser vist per primera vegada l'any 2011 al Saló de l'Automòbil de Shanghai com a prototip i des dels seus inicis, Mercedes el va presentar com un model destinats principalment als joves. L'equip de dissenyadors va dotar-lo d'un frontal i unes línies agressives i per primer cop en la història de la Classe A es va fabricar la variant AMG (A 45 AMG).

### Classe A Concept car (2011)
Aquest prototip de tres portes va ser la primera fase del que acabaria sent la tercera generació del Classe A. Equipava un motor gasolina de dos litres i quatre cilindres en línia que aportava 210 cavalls de potència. Disposava de quatre seients i d'un interior completament nou, amb tons de color vermell i inspirat en les cabines dels avions de combat.